# Lost Lake Woods
Lost Lake Woods is een plaats (census-designated place) in de Amerikaanse staat Michigan, en valt bestuurlijk gezien onder Alcona County.

## Demografie
Bij de volkstelling in 2000 werd het aantal inwoners vastgesteld op 339.

## Geografie
Volgens het United States Census Bureau beslaat de plaats een oppervlakte van
13,4 km², waarvan 13,0 km² land en 0,4 km² water.

## Plaatsen in de nabije omgeving
De onderstaande figuur toont nabijgelegen plaatsen in een straal van 32 km rond Lost Lake Woods.